# 杨晓霞
杨晓霞（1980年—），江西铅山人，汉族，中华人民共和国政治人物、全国人民代表大会浙江地区代表。
毕业于浙江纺织服装职业技术学院现代纺织技术专业。担任宁波维科精华集团人丰家纺有限公司制品分厂质检员。2008年起担任全国人大代表。2013年，被选为全国人大代表。